# Cubanops terueli
Cubanops terueli is een spinnensoort in de taxonomische indeling van de Caponiidae.
Het dier behoort tot het geslacht Cubanops. De wetenschappelijke naam van de soort werd voor het eerst geldig gepubliceerd in 2010 door Sánchez-Ruiz, Platnick en Dupérré.